# Oblucsjei járás

Az Oblucsjei járás a Zsidó autonóm területen

Az Oblucsjei járás (oroszul Облученский район) Oroszország egyik járása a Zsidó autonóm területen. Székhelye Oblucsje.

## Népesség
- 1989-ben 43 062 lakosa volt.
- 2002-ben 36 515 lakosa volt.
- 2010-ben 29 035 lakosa volt.